# 猴櫥底瀑布群
猴櫥底瀑布群位於嘉義縣番路鄉草山村猴櫥底，曾文溪流域草山溪支流猴櫥底溪上游，主要有兩股瀑布。右股主瀑標高約800公尺至670公尺，落差約130公尺；左股瀑布標高約840公尺至670公尺，落差約170公尺。由 台3線內山公路行駛至公田，依路標指示前往草山村公田底、猴櫥底道路前行，過善公橋後約3.2公里可抵達瀑布下方溪谷，惟路況不佳，須小心行駛。

## 解
1. ↑  根據《臺灣通用電子地圖【NLSC】》、《臺灣通用正射影像【NLSC】》對照。